# Château de la Forêt (Livry-Gargan)
Pour les articles homonymes, voir Château de la Forêt.
Le château de la Forêt est un château et centre d'exposition situé à Livry-Gargan, dans le département de la Seine-Saint-Denis.
Il a été construit en 1864. De style Louis XIII et construit en pierres et en briques, il est situé au milieu du parc Lefèvre, parc de dix hectares. Il accueille actuellement les deux musées municipaux Sévigné et d'histoire locale.